# System of a Down
System of a Down je arménsko-americká alternativně metalová hudební skupina pocházející z Los Angeles v Kalifornii, která byla založena roku 1994. Její název se někdy zkracuje na SOAD. Členy jsou Daron Malakian (vokály, kytara), Serj Tankian (hlavní vokály, občasné klávesy a kytara), Shavo Odadjian (baskytara, vokály) a John Dolmayan (bicí).
Sami členové skupiny říkají, že nepatří do žádné hudební kategorie. Tvrdí, že hrají svůj styl – styl System of a Down.
Vydali 5 alb. Prvním bylo System of a Down (1998). Následovalo Toxicity (2001). O rok později vyšlo Steal This Album! (2002). Čtvrtým albem je pak Mezmerize (2005) a posledním Hypnotize (2005). V roce 2006 oznámila kapela přestávku a od té doby společně netvoří. V roce 2010 však SOAD oznámili návrat a od roku 2011 občasně koncertují. Roku 2020 vydali dvě skladby v reakci na konflikt v Náhorním Karabachu.
Čtyřikrát byli nominováni na cenu Grammy, z toho jednou ji vyhráli (se skladbou B.Y.O.B.).
Všichni členové mají arménské předky  a ve svých textech se zabývají, mimo jiné, i arménskou genocidou z let 1915–18 a válkou proti terorismu.

## Historie

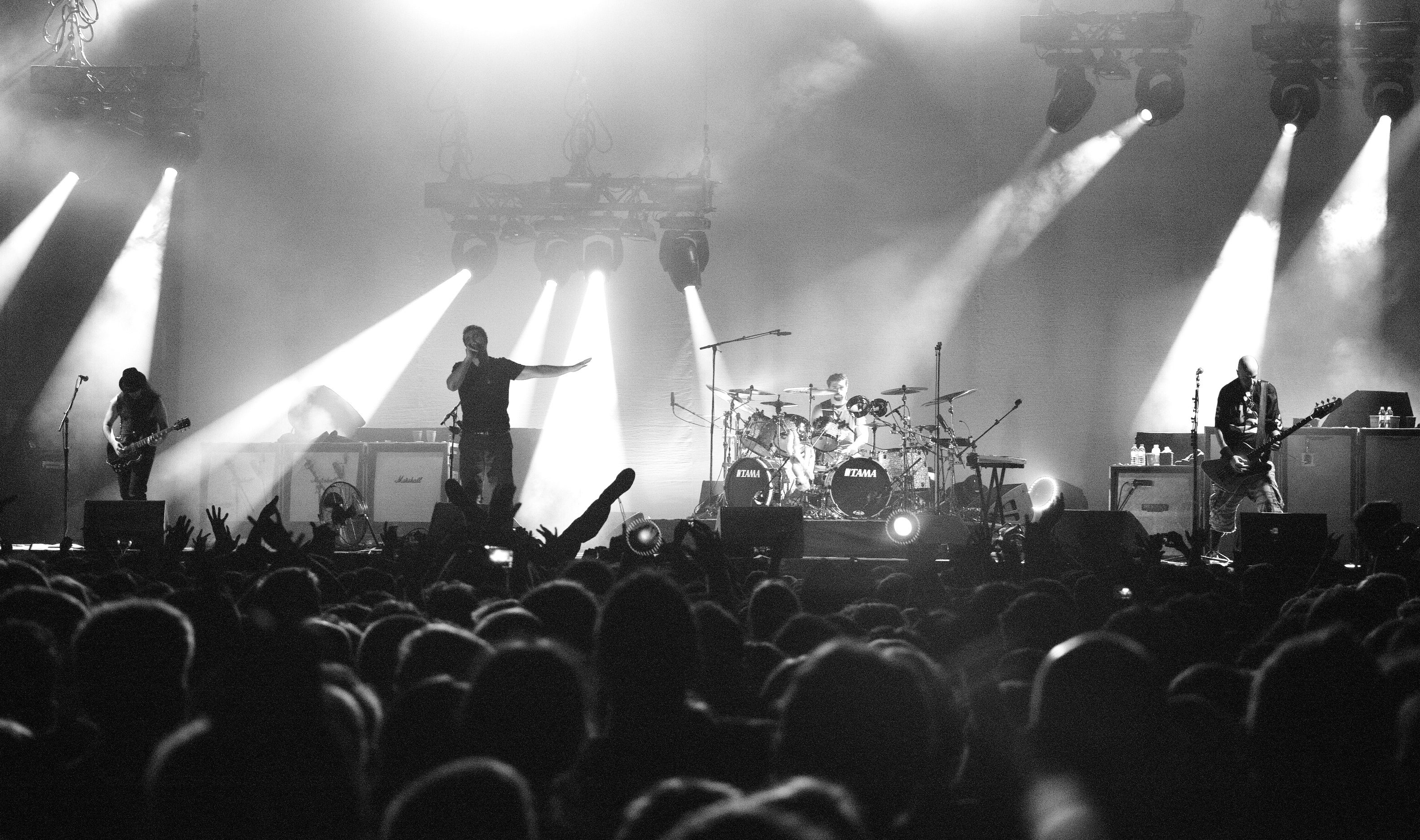
System of a Down, 2013

Ačkoli kapela byla založena v Kalifornii v USA ve městě Los Angeles, všichni členové jsou původem Arméni. Zpěvák Serj Tankian a bubeník John Dolmayan se narodili v Libanonu, kytarista Daron Malakian pochází z Hollywoodu v Kalifornii a baskytarista Shavo Odadjian se narodil v Arménii.
V roce 1992 se potkali Serj Tankian a Daron Malakian na stejné škole a založili kapelu jménem Soil ve složení: Serj Tankian – zpěv a klávesy, Daron Malakian – kytara, Dave Hagopyn – basa a Domingo Laranio – bicí. Po roce 1995 se kapela rozpadla, a tak Serj a Daron založili novou skupinu s názvem System of a Down (podle básně Victim of a Down). Shavo jim dělal manažera, později hrál na basu a na bubny Andy Khachaturian. V roce 1997 byl bubeník nahrazen Johnem Dolmayanem a skupina získala své konečné složení.
Kapela své první album vydala v roce 1998. Album se jmenovalo jako kapela, tedy System of a Down. Před vydáním tohoto alba se několik písní vydalo jako singly. Album se v americkém žebříčku umístilo na 124. místě a bylo oceněno platinovou deskou.
Své druhé album kapela vydala až v roce 2001. Album dostalo jméno Toxicity. V Americe se vyhouplo na 1. místo žebříčku a v Británii se umístilo 13. Navíc bylo oceněno čtyřmi platinovými deskami. 
Následující deska Steal This Album!, která vyšla v roce 2002 na rozdíl od předcházející Toxicity propadla. Částečně to bylo způsobeno tím, že většina jejích písní unikla na veřejnost v demo verzích, protože byly tyto písně komponovány spolu s písněmi z alba Toxicity. Jako reakci na odcizení demo nahrávek ji kapela vydala pod názvem „Steal This Album!“ (v překladu „Ukradni tohle album!“) bez pořádného bookletu. Deska byla v Americe až 15. a v Británii dokonce 56., přesto je mnohými fanoušky hodnocena jako nejlepší. Písně na vydaném albu se od uniklých verzí podstatně liší. Byly přepracovány texty a mnohokrát dokonce i samotné melodie. Uniklé demo obsahuje navíc ještě dvě písně, které se na Steal This Album! nedostaly. Naproti tomu vydaná deska obsahuje některé písně, které se nenacházely na uniklém demu.

### Mezmerize, Hypnotize, přestávka a vedlejší projekty (2004–2008)

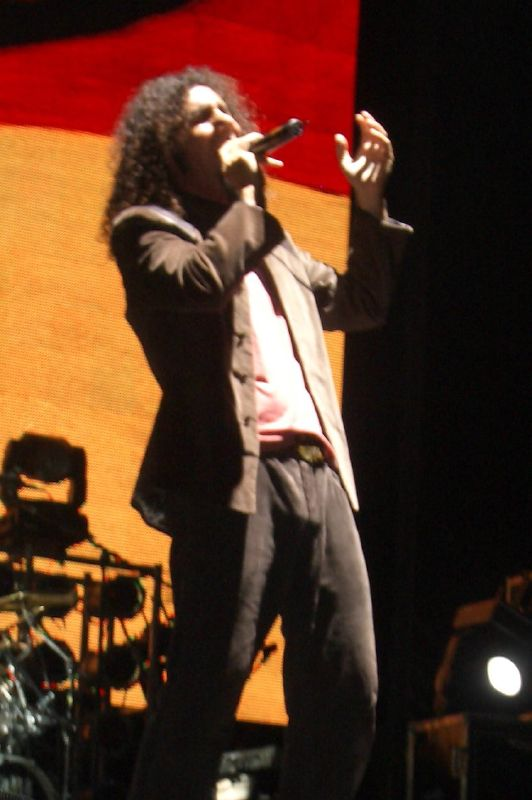
Serj Tankian během koncertu v roce 2006

Dlouhé čekání na nové album se pravděpodobně kapele vyplatilo, protože své čtvrté album, které se jmenuje Mezmerize, vyšlo až v roce 2005 a v umístění na žebříčcích prodejnosti porazilo album Toxicity. Mezmerize se v Americe umístilo na 1. místě a v Británii na místě druhém a stejně jako předchozí desky System of a Down a Toxicity získalo platinovou desku. 
22. listopadu 2005 kapela vydala „druhou část“ – album Hypnotize.
Skupina se stala velkou součástí dokumentárního filmu Screamers, který měl premiéru v roce 2006.
V květnu 2006 skupina ohlásila přestávku, která by podle Darona měla trvat několik let, nicméně trvá na tom, že to není rozpad kapely. Důvod přestávky je ten, že členové chtějí rozjet své vlastní projekty. Daron založil kapelu Scars on Broadway, která vydala svůj debut v červenci 2008. V této kapele je i John. Shavo založil s RZA z Wu-Tang Clanu kapelu Achozen. Serj rozvíjí své vydavatelství Serjical Strike a 23. října 2007 vydal svoje první čistě sólové album Elect the Dead, ze kterého už v hitparádách bodovalo několik songů a hudebních klipů. John si otevřel online obchod s komiksy Torpedo Comics. Poslední koncert odehráli 13. srpna 2006 na Ozzfestu ve West Palm Beach. Ohledně návratu k SOAD zatím mluví pouze stylem: „Dveře jsou otevřené...“ Dne 31. října 2009 uspořádali párty s názvem „HALLOW9EEN A Night of SurpriZes“ ve věhlasném klubu Roxy (kde se mimochodem odehrála vůbec první show SOAD). Na této párty byli 3/4 členů SOAD. John, Daron a Shavo zahráli společně píseň „Suite-pee“. Další akce 3/4 členů se konala 20. listopadu 2009, kdy se konal benefiční koncert pro basáka Deftones, Chi Chenga. Zahráli písně „Aerials“ a „Toxicity“.

### Reunion a turné (2010–2020)

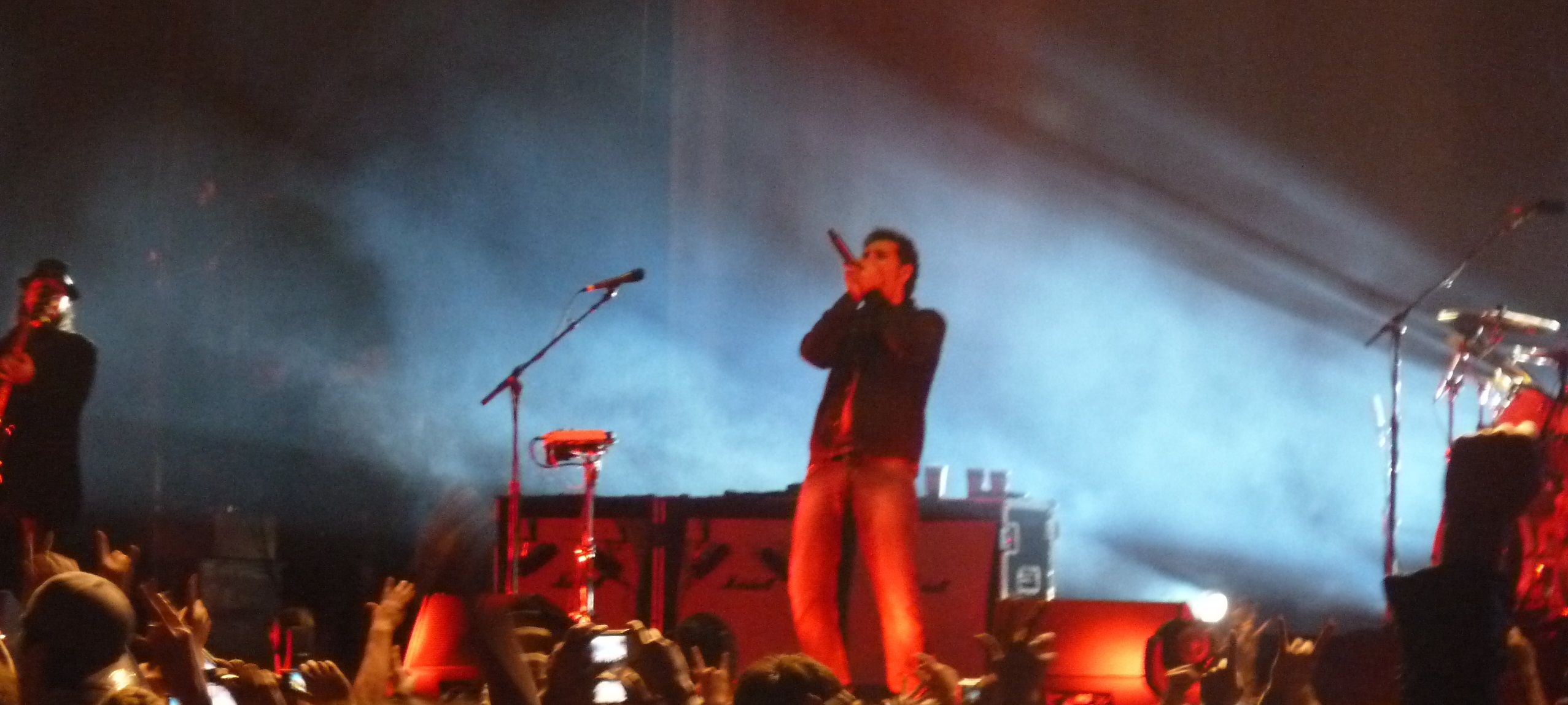
System Of A Down v Chile 2011

29. listopadu 2010, po několika týdnech zvěstí na internetu, System of a Down oficiálně oznámili comeback, turné čítající nad 20 zastávek. Turné proběhlo v květnu v USA, v červnu po evropských festivalech a v říjnu v Jižní Americe. Mezi festivaly, které SOAD navštívili, patří například Download Festival ve Velké Británii, švýcarský Greenfield Festival, v Německu Rock am Ring / Rock im Park, švédský Metaltown, rakouský Nova Rock Festival, finský Provinssirock nebo jeden z největších festivalů v Brazílii Rock in Rio. O dalších plánech a budoucnosti kapely zatím nebylo rozhodnuto. Během amerického turné je doprovázela kapela Gogol Bordello jako předskokané. V roce 2012 proběhlo turné po Austrálii a Americe, během této doby Tankian vydal své třetí sólové album Harakiri a věnoval se dalším svým sólo projektům. V této době začal i Malakian lákat fanoušky na druhé album své vedlejší  skupiny Scars on Broadway. O druhém albu se spekulovalo, že vyjde na jaře 2013, nakonec ale vyšlo až 20. července 2018 pod názvem Dictator. Spekulovalo se i o novém albu SOAD, hlavně po koncertě v The Hollywood Bowl, který se konal 29. července 2013, kdy po skončení show totiž Dolmayan přišel k mikrofonu a řekl do něj: „Next time we come back here, we'll have a new fucking album.”  Později ale rozhovory potvrdily, že se žádné album nechystá. V roce 2013 navštívila skupina během evropské tour i Česko (vystoupili v Praze po 15 letech). Vystoupili na Festivalu Aerodrome. 23. listopadu 2014 skupina oznámila „Wake Up The Souls Tour“, které vzniklo ku příležitosti 100. výročí arménské genocidy. Tankian také již dříve slíbil, že se skupina podívá do Arménie, což během turné Tankian a zbytek členů skupiny splnili a ve dvouhodinové show na Republic Square v Jerevanu, tak tak zahráli pro všechny kdo tam byl. Koncert byl totiž zcela zdarma. Skupina během turné navštívila i brazilský festival Rock in Rio. Během turné v roce 2017 skupina opět navštívila Prahu.  Během let 2018–2019 zahrávali jen na pár koncertech po USA. A členové se opět věnovali hlavně svým sólovým projektům.

### Benefiční singly Artsakh a možné šesté studiové album (2020–dosud)
Dne 5. listopadu 2020 vydali System of a Down po patnácti letech nové skladby, „Protect the Land“ a „Genocidal Humanoidz“. Obě vznikly v reakci na nový konflikt v Náhorním Karabachu a „popisují hrůznou válku, která probíhá v našich domovech – Arcachu a Arménii. K „Protect the Land“ vznikl videoklip a skladba vyšla jako singl, první po čtrnácti letech od „Lonely Day“. Díky finanční podpoře od sledujících na jejich účtech na sociálních sítích vybrali přes 600 000 dolarů. Ohledně spekulací o novém albu se vyjádřil bubeník Dolmayan magazínu Rolling Stone takto: „Kdybych o tom rozhodoval já, měli bychom novou desku každé tři roky. Ale já o tom nerozhoduju. Musím se řídit svým týmem, a i když jsem se o to v průběhu let se spoluhráči přel, přijal jsem to tak, jak to je. Máme pět alb a [teď] dvě skladby. V našich kariérách jsme toho hodně dosáhli. Pokud to má skončit takhle, budiž."
Během let 2021–2022 skupina zahrávala opět jen pramálo koncertů a to jen po USA. Tankian vydával své nové projekty EP  Elasticity a Perplex Cities a ku příležitosti druhého jmenovaného prozradil v rozhovoru pro Kylea Mereditha následující: „V příštím roce oznámíme něco, o čem vám teď nemohu říct. Takže tak. Dál vám o tom opravdu nemůžu nic říct." 

## Spory o žánr
Kapela System of a Down byla od svého vzniku několikrát označena jako nu-metalová. Tato nálepka bývá obvykle přičítána prvnímu albu, které bylo vydáno v době nu-metalového rozmachu. Ti, kteří nesouhlasí, obvykle argumentují tím, že hudba System of a Down nesplňuje mnoho z typických znaků nu-metalu:
- Kytarové riffy připomínají spíš thrash metal než nu-metal
- V některých písničkách na každém albu jsou kytarová sóla, basa nehraje tak důležitou roli jako v nu-metalu
- Odlišné tempo bicích
- Texty se zabývají politickými a společenskými problémy spíš než problémy osobními

Sami členové SOAD však svůj styl nazývají prostě „styl System of a Down“. Malakian uvedl, že se prozatím nesžil s nu-metalovým zvukem 7strunné kytary.
Během jednoho koncertu v roce 2005 Daron také řekl: „Dřív nás nazývali nu-metal, teď zase progresivní rock. Myslím si, že nás nazývají čímkoli co je populární.“ Zároveň ale řekl: „Nenávidím označení nu-metal pro SOAD více, než cokoli jiného.“  Žánr skupiny se dá s jistotou označit pouze slovem crossover, tedy rychlé přeskakování mezi různými styly (jazz, hardcore…).

## Členové
- Serj Tankian – zpěv, klávesy, doprovodná kytara
- Daron Malakian – kytara, zpěv
- Shavo Odadjian – baskytara
- John Dolmayan – bicí

### Bývalý člen
- Ontronik Khachaturian – bicí

## Diskografie

### Studiová alba
- 1998 System of a Down
- 2001 Toxicity
- 2002 Steal This Album!
- 2005 Mezmerize
- 2005 Hypnotize

### Videografie
- 1998: War? – Režisér: Nathan Cox
- 1998: Sugar – Režisér: Nathan Cox
- 1999: Spiders – Režisér: Charlie Deaux
- 2001: Chop Suey! – Režisér: Marcos Siega/Shavo Odadjian
- 2002: Toxicity – Režisér: Shavo Odadjian
- 2002: Aerials – Režisér: Shavo Odadjian
- 2003: Boom! – Režisér: Michael Moore
- 2005: B.Y.O.B. – Režisér: Jake Nava
- 2005: Question! – Režisér: Shavo Odadjian/Howard Greenhalgh
- 2005: Hypnotize – Režisér: Shavo Odadjian
- 2006: Lonely Day – Režisér: Josh Melnick/Xander Charity
- 2020: Protect the Land – Režisér: Shavo Odadjian/Ara Soudjian
- 2020: Genocidal Humanoidz – Režisér: Shavo Odadjian/Adam Mason

### Singly
- Sugar (1998)
- Spiders (1999)
- Chop Suey! (2001)
- Toxicity (2002)
- Aerials (2002)
- Boom! (2003)
- B.Y.O.B. (2005)
- Question! (2005)
- Hypnotize (2005)
- Lonely Day (2006)
- Protect the Land (2020)
- Genocidal Humanoidz (2020)

## Ocenění
- 1999: Kerrang – Best Live Band
- 2005: MTV Europe Music Award – Best Alternative
- 2006: Grammy – Best Hard Rock Performance (za B.Y.O.B.)
- 2006: Echo – Best Alternative International
- 2006: vyhráli MTV Good Woodie Award s pisní “Question!„